# Jameson Williams
Jameson Williams (St. Louis, 26 marzo 2001) è un giocatore di football americano statunitense che milita nel ruolo di wide receiver per i Detroit Lions della National Football League (NFL).

## Carriera universitaria

### Ohio State
Williams iniziò la sua carriera al college a Ohio State. Nella sua prima stagione ricevette 6 passaggi per 112 yard e un touchdown. L’anno seguente partì come titolare in sei partite e totalizzò 9 ricezioni per 154 yard e 2 touchdown. Nello Sugar Bowl 2021 segnò un touchdown su una ricezione da 45 yard contro Clemson. A fine stagione annunciò che si sarebbe trasferito ad Alabama.

### Alabama
Williams fu nominato titolare per i Crimson Tide nella sua prima stagione con la squadra. Nel quarto turno fu premiato come giocatore degli special team della Southeastern Conference (SEC) della settimana dopo avere ritornato 3 kickoff per 177 yard e 2 touchdown, oltre a un’altra marcatura su ricezione da 81 yard nella vittoria per 63-14 su Southern Miss. A fine anno fu inserito nella formazione ideale della SEC, fu premiato come All-American e nominato co-giocatore degli special team dell’anno della conference. Williams si ruppe il legamento crociato anteriore nella finale del campionato NCAA. La sua stagione 2021 si concluse con 79 ricezioni per 1.572 yard e 15 touchdown. Dopo la finale si dichiarò eleggibile per passare tra i professionisti e iniziò la riabilitazione dall’infortunio.

## Carriera professionistica

### Detroit Lions
Williams era considerato da diverse pubblicazioni come una delle prime scelte nel Draft NFL 2022. Il 28 aprile venne chiamato come dodicesimo assoluto dai Detroit Lions. A causa dell'infortunio riportato nell'ultimo anno di college football riuscì a debuttare solo nella settimana 13, giocando 8 snap nella vittoria contro i Jacksonville Jaguars. La sua stagione da rookie si chiuse con una ricezione da 41 yard e un touchdown in sei presenze.
Il 21 aprile 2023 Williams fu sospeso dalla lega per sei partite, da scontare nella stagione 2023 per avere scommesso su partite del college football all'interno di strutture dei Lions. In seguito, il 3 ottobre 2023, la lega diminuì la pena a quattro gare. 
Williams fece così il suo debutto stagionale nella gara del quinto turno, la vittoria 42-24 contro i Carolina Panthers, in cui fece due ricezioni per due yard. Nella gara successiva, la vittoria 20-6 contro i Tampa Bay Buccaneers, mise a tabellino altre due ricezioni ma per 53 yard totali e di cui una da 45 yard in end zone. Concluse la sua seconda annata da professionista con 12 presenze, di cui 10 come titolare, con 24 ricezioni per 354 yard e 2 marcature, oltre ad un touchdown su corsa. Nella fase dei play-off i Lions arrivarono fino alla finale della NFC, partita che dava l'accesso al Super Bowl e in cui Williams fu autore di un touchdown su ricezione e uno su corsa ma che si chiuse con la vittoria dei San Francisco 49ers per 31-34.
Nella prima partita della stagione 2024 Williams guidò la squadra con 121 yard ricevute e un touchdown nella vittoria ai tempi supplementari contro i Los Angeles Rams. Il 24 ottobre 2024 la lega comunicò che Williams era stato sospeso per due partite, dovendo quindi saltare le successive gare dell'ottavo e del nono turno, con l'accusa di aver fatto uso di sostanze dopanti. Williams si disse completamente sorpreso da tale sospensione, non avendo fatto uso di sostanze non ammesse, ma comunque di non poter far altro che prendere atto di tale decisione della lega. Nella settimana 11 ricevette 124 yard, incluso un touchdown da 64 yard, nella vittoria per 52-6 contro i Jacksonville Jaguars. Nella settimana 16 ricevette un nuovo primato personale di 143 yard, incluso un touchdown da 87 yard che fu la più lunga giocata dalla linea di scrimmage dei Lions dal 2013.

## Statistiche

### Stagione regolare
| 2022   | DET    | 6  | 0  | 1  | 41  | 41,0 | 41 | 1 | 1 | 40  | 40,0 | 40 | 0 | 0 | 0 |
| 2023   | DET    | 12 | 10 | 24 | 354 | 14,7 | 63 | 2 | 3 | 29  | 9,7  | 19 | 1 | 1 | 0 |
| 2024   | DET    | 6  | 4  | 17 | 361 | 21,2 | 70 | 3 | 4 | 32  | 8,0  | 15 | 0 | 0 | 0 |
| Totale | Totale | 24 | 14 | 42 | 756 | 18,0 | 70 | 6 | 8 | 101 | 12,6 | 40 | 1 | 1 | 0 |

### Playoff
| 2023   | DET    | 3 | 2 | 6 | 79 | 13,2 | 24 | 1 | 1 | 42 | 42,0 | 42 | 1 | 0 | 0 |
| Totale | Totale | 3 | 2 | 6 | 79 | 13,2 | 24 | 1 | 1 | 42 | 42,0 | 42 | 1 | 0 | 0 |

Fonte: Football Database
Statistiche aggiornate alla settimana 7 della stagione 2024